# Açude Pacoti/Riachão
Açude Pacoti/Riachão é um açude brasileiro no estado do Ceará
Foi construído no leito do Rio Pacoti nos municípios de Horizonte e Itaitinga. Suas obras foram realizadas pelo Governo do Estado do Ceará, concluídas em 1981.
Sua capacidade é de 370.000.000 m³.